# Der mangler bare tre tal
Der mangler bare tre tal er en dansk kortfilm fra 1996, der er instrueret af Jesper Bernt efter manuskript af ham selv og Kåre V. Poulsen.

## Handling
Denne artikel mangler et handlingsreferat. Hjælp os med at skrive det.